# Journal of the Royal Society of New Zealand
Le Journal of the Royal Society of New Zealand (« Journal de la Société royale de Nouvelle-Zélande ») est une revue scientifique à comité de lecture.

## Historique
La revue est fondée en 1867 sous le titre Transactions and Proceedings of the New Zealand Institute,.

## Champs d'étude
La revue est pluridisciplinaire. Parmi ses champs d'étude, elle compte notamment :
| Champ d'études                               | Nombre de membres du comité de lecture (en 2022) |
| -------------------------------------------- | ------------------------------------------------ |
| Médecine                                     | 4                                                |
| Biochimie, génétique et biologie moléculaire | 3                                                |
| Biologie                                     | 5                                                |
| Ingénierie                                   | 3                                                |
| Informatique                                 | 1                                                |
| Physique et astronomie                       | 3                                                |
| Chimie et science des matériaux              | 2                                                |
| Mathématiques                                | 1                                                |
| Psychologie et neurosciences                 | 2                                                |
| Géologie                                     | 1                                                |
| Sciences sociales                            | 4                                                |
| Sciences humaines                            | 1                                                |
| Économie                                     | 1                                                |
| Droit                                        | 1                                                |

## Classification parmi les revues scientifiques
La classification de la revue est effectuée sur plusieurs critères. Son facteur d'impact est de 2,75 en 2020, ce qui la place dans le premier quartile des revues les plus citées. Sur cinq ans, il est encore de 1,701. L'Indice h de la revue est de 39.

## Administration et ligne éditoriale
En 2022, le rédacteur en chef de la revue est Richard McDowell (en).